# Пот-О'Коннор (Техас)
Пот-О'Коннор (англ. Port O'Connor) — переписна місцевість (CDP) в США, в окрузі Калгун штату Техас. Населення — 954 особи (2020).

## Географія
Пот-О'Коннор розташований за координатами 28°26′46″ пн. ш. 96°25′12″ зх. д. / 28.44611° пн. ш. 96.42000° зх. д. (28.446024, -96.420127).  За даними Бюро перепису населення США в 2010 році переписна місцевість мала площу 16,36 км², з яких 10,33 км² — суходіл та 6,03 км² — водойми.

## Демографія
Згідно з переписом 2010 року, у переписній місцевості мешкали 1253 особи в 579 домогосподарствах у складі 377 родин. Густота населення становила 77 осіб/км².  Було 1723 помешкання (105/км²).
Расовий склад населення:
| - 86,8 % — білих - 1,3 % — азіатів - 0,9 % — чорних або афроамериканців - 0,6 % — корінних американців - 7,9 % — осіб інших рас |

До двох чи більше рас належало 2,6 %. Частка іспаномовних становила 22,3 % від усіх жителів.
За віковим діапазоном населення розподілялося таким чином: 16,8 % — особи молодші 18 років, 58,8 % — особи у віці 18—64 років, 24,4 % — особи у віці 65 років та старші. Медіана віку мешканця становила 53,4 року. На 100 осіб жіночої статі у переписній місцевості припадало 112,4 чоловіків;  на 100 жінок у віці від 18 років та старших — 113,3 чоловіків також старших 18 років.
Середній дохід на одне домашнє господарство  становив 65 515 доларів США (медіана — 57 991), а середній дохід на одну сім'ю — 72 565 доларів (медіана — 58 750). За межею бідності перебувало 7,8 % осіб, у тому числі 4,2 % дітей у віці до 18 років та 0,0 % осіб у віці 65 років та старших.
Цивільне працевлаштоване населення становило 387 осіб. Основні галузі зайнятості: мистецтво, розваги та відпочинок — 27,1 %, освіта, охорона здоров'я та соціальна допомога — 16,3 %, науковці, спеціалісти, менеджери — 14,5 %.